# Campeche (État)
Pour l’article homonyme, voir Campeche.

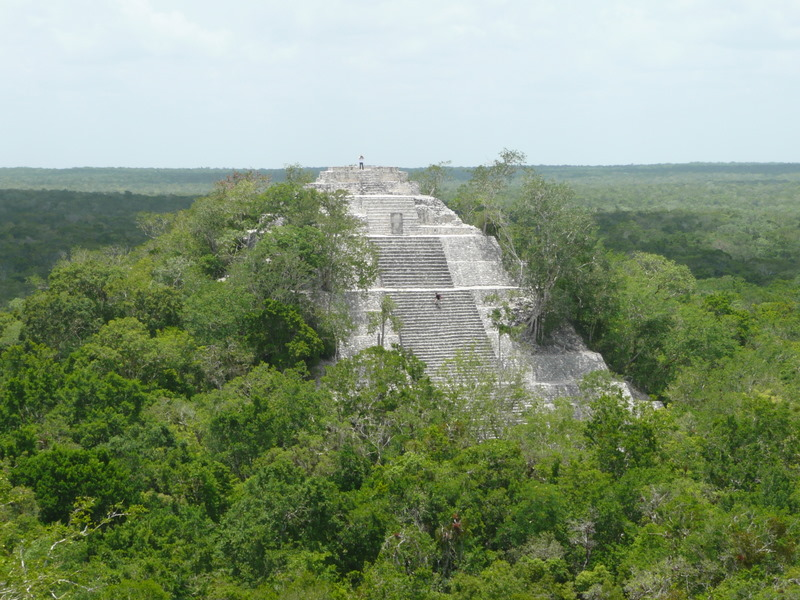
Pyramide Maya à Calakmul.

Le Campeche (prononcé en espagnol : /kamˈpetʃe/), officiellement l'État libre et souverain de Campeche (Estado Libre y Soberano de Campeche /esˈtado ˈliβɾe i soβeˈɾano de kamˈpetʃe/), est un État du Mexique situé au sud-est du pays, dans la péninsule du Yucatán. Il est entouré par les États de Yucatán, de Quintana Roo et de Tabasco ; par le département de Petén (Guatemala), le Belize et le golfe du Mexique.
Il occupe une superficie de 56 798 km2, soit 2,9 % du territoire national. Ses côtes représentent une façade de 525 km de long sur le golfe du Mexique et se prolongent par un plateau continental de 50 812 km2. Au recensement de 2015, l'État comptait 899 931 habitants. Le Campeche est au 30e rang national. L'État de Campeche s'est séparé de l'État de Yucatán le 7 août 1857.

## Histoire
Campeche était le royaume maya de "Can Pech" avant une première tentative de conquête par les espagnols en 1516 (la date est plus tardive en fait) par Francisco de Montejo père. Elle signifie: "le serpent des Pech" en maya Yucatèque. Son nom lui vient de la famille régnant sur le royaume: les "Pech". Le serpent qui était représenté au sommet de l'un de ses temples majeurs dévorant un jaguar (description par Bartolomé de Las Casas (Voyage de Hernandez de Cordoba 1517) et plus tard Diego de Landa 1563) symbolise le dieu tutélaire de la ville, le serpent et le pouvoir royal du clan Pech capable de renverser le pouvoir des Itzas (Le jaguar) Ce qui laisse à penser que les Pech ont pris part à la ligue contre la cité dominante de Chichen Itza qui a entraîné la chute des Itzas et leur départ vers le Peten en 1194 apr. J.-C. La cité de Can Pech recevra plusieurs visites des espagnols (dès 1513 une dizaine de naufragés du voyage de Valdivia répandront la première épidémie de variole dans toute la péninsule) en 1517 (Francisco Hernandez
De Cordoba) en 1518 (Joan de Grivalja) puis 1519 (Hernando Cortes). La conquête définitive du Can Pech n'a lieu qu'en 1542 par Francisco Montejo fils avec le reste du Yucatan. Tous les royaumes maya du Yucatan sont alors très affaiblis par un dépeuplement de plus de la moitié de leur population résultant des épidémies qui sévissent sur la péninsule depuis les premières visites espagnoles.[réf. nécessaire],
Le mot Pech en maya Yucatèque désigne la tique, et également le canard. Peut être l'animal totémique du clan Pech.
On comptait au XVIIe siècle parmi les repaires de corsaires, pirates et flibustiers[réf. nécessaire]
```
Campeche produisait du bois de teinture.
```

### Origine du nom
Plusieurs théories existent quant à l'origine du nom Campeche. Le nom serait issu de la langue Maya et signifierait "serpent et tique" (kaan peech en maya). Selon une autre théorie, le mot serait issu du mot k'iin et signifierait "soleil" en langues mayas. 
Certains suggèrent qu'au nom kaan peech, il faudrait ajouter le préfixe aj qui indique un lieu ou un ensemble. Le nom complet serait alors "lieu du seigneur soleil tique".

## Politique
Le pouvoir exécutif est exercé par le gouverneur, élu au suffrage universel pour un mandat de six ans.

## Économie
Le Produit intérieur brut du Campeche est de 66 milliards de Dollars US. Il est de 78 153 $ par habitant.
(source Atlande "L'Amérique du Nord"2013)

## Géographie

### Flore et faune
| Flore et faune        |               |                  |             |                  |
|                       |               |                  |             |                  |
| Lamentin des Caraïbes | Daguet rouge  | Tortue imbriquée | Grand Hocco | Caiman           |
|                       |               |                  |             |                  |
| Jaguar                | Dindon ocellé | Stenella         | Ocelot      | Boa constricteur |
|                       |               |                  |             |                  |
| Ceiba pentandra       | Guanacaste    | Mangrove         | Campêche    | Roucou           |